# 王方 (1983年)
王方（1983年—），内蒙古呼和浩特人，蒙古族，中部战区联合作战指挥中心某保障队副队长，第十二、十三届全国人民代表大会解放军代表。
毕业于中央党校函授学院法律专业。加入中国共产党。2013年，王方担任全国人大代表。她是北京军区某通信团六连指导员。所在连队是一个先进单位。2013年7月29日，领导人习近平曾视察过该连。
2018年2月24日，王方当选为第十三届全国人大代表。2022年3月5日，第十三届全国人民代表大会第五次会议举行首场“代表通道”采访活动。担任中部战区联合作战指挥中心某保障队副队长职务的王方做为解放军和武警部队代表团的基层代表，与其他7位基层代表接受网络视频采访。展示的王方照片中，她身穿军装，肩章为二杠二星，即中校军衔。